# 藤田郁代
藤田 郁代（ふじた いくよ）は、日本の言語聴覚士である。失語症の語彙・統語機能の病態と回復メカニズムの研究を専門としており、失語症構文検査などの開発で知られる。日本言語聴覚士協会の初代会長を務めた。

## 略歴
広島大学文学部卒業。言語学や現象学への関心から、国立聴力言語障害センター聴能言語専門職員養成所（現国立障害者リハビリテーションセンター学院）に進む。卒業後は、国立障害者リハビリテーションセンターで言語聴覚士として臨床・研究に従事するとともに、同学院言語聴覚学科講師を務め、後進の養成に当たる。1988年に東京大学にて医学博士号を取得。その後、国際医療福祉大学言語聴覚学科・同大学院教授。
2000年に発足した日本言語聴覚士協会では、初代会長に就任し，言語聴覚分野の発展に力を注いだ。2004年から学会誌『言語聴覚研究』の編集委員長。さらに、『標準言語聴覚障害学』（医学書院）のシリーズ監修（初版2009年、第3版2021年）も行った。

## 検査の開発
1984年、失語症の構文機能を評価する検査として、失語症構文検査を開発。以後、日本国内の病院、学校、施設で広く用いられるようになった。2016年には、改訂版が公表され、新たに標準化が実施されるとともに、小児データが追加され成人版と小児版が分離した。1993年からは、日本音声言語医学会失語症小委員会委員長として、失語症語彙検査の開発に取り組み、2000年に公表し広く利用されている。

## 著書

### 単著
- 『新版　失語症構文検査』（千葉テストセンター，2016年）

### 共著
- 『日本語の文法障害の臨床：失語症・特異的言語発達障害（SLI)をひもとく』（医学書院，2023年）
- 『失語症語彙検査　―　単語の情報処理の評価』（エスコアール、2001年）
- 『失語症構文検査 試案 IIA』（日本聴能言語士協会失語症検査法委員会、1984年）

### 共編著
- 『失語症臨床ハンドブック』（金剛出版、1999年）

### 監修
- 『標準言語聴覚障害学』（医学書院、2009年～2010年）
- 『標準言語聴覚障害学 第3版』（医学書院、2021年）